# Ichijinsha
Ichijinsha (japanisch 株式会社一迅社 Kabushiki-gaisha Ichijinsha) ist ein japanischer Verlag, der sich auf Manga-bezogene Veröffentlichungen, darunter Zeitschriften und Bücher, konzentriert.

## Geschichte
Das Unternehmen wurde erstmals im August 1992 als Gesellschaft mit beschränkter Haftung unter dem Namen Studio DNA (有限会社スタジオディー・エヌ・エー Yūgen-gaisha Sutajio Dī Enu Ē) gegründet, deren Hauptzweck die Bearbeitung von Shōnen-Manga war. Im Januar 1998 wurde Studio DNA zu einer Aktiengesellschaft und wandelte sich von einem reinen Redaktionsunternehmen zu einem Verlag. Im Dezember 2001 wurde ein Verlag namens Issaisha (株式会社一賽舎 Kabushiki-gaisha Issaisha) gegründet, um das Shōjo-Manga-Magazin Gekkan Comic Zero Sum aufzulegen. Im März 2005 fusionierten Studio DNA und Issaisha zum heutigen Unternehmen Ichijinsha. Im Oktober 2016 wurde Ichijinsha von Kōdansha übernommen und dessen hundertprozentige Tochtergesellschaft.

## Manga-Magazine
- Febri
- Gekkan Comic Rex
- Gekkan Comic Zero Sum
- Comic Pool
- Comic Yuri Hime
- gateau
- The Idolm@ster Million Live! Magazine Plus+

eingestellt
- Comic Yuri Hime S
- Waai!
- Waai! Mahalo
- Comic Zeru-Sum Zōkan Ward
- Manga Palette Lite
- Manga 4-Koma Palette